# Emil Hoștină
Emil Hoștină (n. 31 mai 1976, Medgidia, Constanța, România) este un actor român cel mai cunoscut pentru rolurile sale din filmele Legende pentru viață (2006), Harry Potter și Talismanele Morții. Partea 1, (2010), Doctor Parnassus (2009) și Omul-lup (2010).

## Filmografie
- 1993 Pro patria în rolul: Caporalului
- 1993 Cântarea cântărilor
- 1994 Pepe și Fifi în rolul: Manole
- 1996 Prea târziu
- 2002 Turnul din Pisa
- 2003 Examen
- 2003 Vlad în rolul: Mircea
- 2004 Paranoia 1.0, în rolul Landlord
- 2006 Legende pentru viață în rolul: tatăl Alexandrei/Banditul
- 2006 The Wind in the Willows (film pentru televiziune)
- 2006 Anaconda 4: Trail of Blood (film pentru televiziune)
- 2007: Atingerea diavolului (Catacombs) - Henry
- 2008 Nunta mută
- 2009 Ondine (film) în rolul: Vladic
- 2010 Made in Romania în rolul: Sorin Filipescu
- 2010 Bunraku - necreditat
- 2010 Foyle's War (serial pentru televiziune)  în rolul: Alex Anokhov
- 2010 The Wolfman în rolul: Gypsy Man / Bear Handler
- 2010 Harry Potter și Talismanele Morții. Partea 1 în rolul: Death Eater[2]
- 2013: Infern în Tombstone
- 2013: The Zero Theorem - Clona slabă
- 2014: Utopia, serial TV
- 2015: Fortitude, serial TV
- 2016: Marcella , serial TV
- 2016: Barbarians Rising, serial TV
- 2019: Ransom, serial TV

## Piese de teatru regizate
- Șarpele în iarbă de Alan Ayckbourn[3]
- Am iubit, am purtat, am pierdut de Nora & Delia Ephron